# 지린 조선족 향
지린 조선족 향(중국어: 鸡林朝鲜族乡, 중국조선어: 계림조선족향)은 중화인민공화국 헤이룽장성 지시시 지둥현 관할의 조선족 민족향이다 .